# Lagunaseca
Lagunaseca es un municipio y localidad española de la provincia de Cuenca, en la comunidad autónoma de Castilla-La Mancha. El término municipal, ubicado en la comarca de la Serranía Alta, tiene una población de 49 habitantes (INE 2024).

## Geografía
En su término municipal se encuentra el Monumento Natural de las Torcas de Lagunaseca, curiosas depresiones kársticas. En el siglo XIX se comentaba cómo el término está en «gran parte poblado de mata baja de encina y pinos».

## Historia
Hacia mediados del siglo XIX, el lugar tenía contabilizada una población de 143 habitantes. La localidad aparece descrita en el décimo volumen del Diccionario geográfico-estadístico-histórico de España y sus posesiones de Ultramar de Pascual Madoz de la siguiente manera:

LAGUNA SECA: l. en la prov. y dióc. de Cuenca (9 leg.), part. jud. de Priego (5), aud. terr. de Albacete (29), c. g. de Castilla la Nueva (Madrid 25): sit. á las faldas de unas montañas en terreno pedregoso combatido por todos los vientos con clima frio y sano, padeciéndose solo algunas enfermedades del estómago, á causa de los malos alimentos. Consta de 40 casas de mala construccion y pocas comodidades, y un edificio destinado para cárcel y casa de ayunt., una igl. parr. bajo la advocacion de San Bernabé, servida por un cura de entrada y un sacristan; para surtido del vecindario hay varias fuentes de esquisita agua en el térm.: este confina por N. con Masegosa; E. Herrería de Cuervo; S. con el Val, y O. el Tovar; en él hay dos puntos donde se dice haber existido los pueblos de Megina y Villarejo, hoy desp., y de los que apenas quedan vestigios: el terreno es muy quebrado y de mala calidad, estando gran parte poblado de mata baja de encina y pinos: los caminos son locales y su estado muy malo á causa de la aspereza del piso. La correspondencia se recibe de Cuenca una vez en cada semana. prod.: trigo, cebada y centeno, hay algun ganado lanar fino, cabrío y vacuno, caza de corzos, venados, liebres y perdices. ind.: la agrícola. comercio: la esportacion de algunos productos del pais é importacion de los artículos de que se carece, todo en pequeña cantidad. pobl.: 36 vec., 143 alm. cap. prod.: 312,640 rs. imp.: 15,632 rs.
(Madoz, 1847, p. 38)

## Demografía
Lagunaseca cuenta con una población de 49 habitantes (INE 2024).

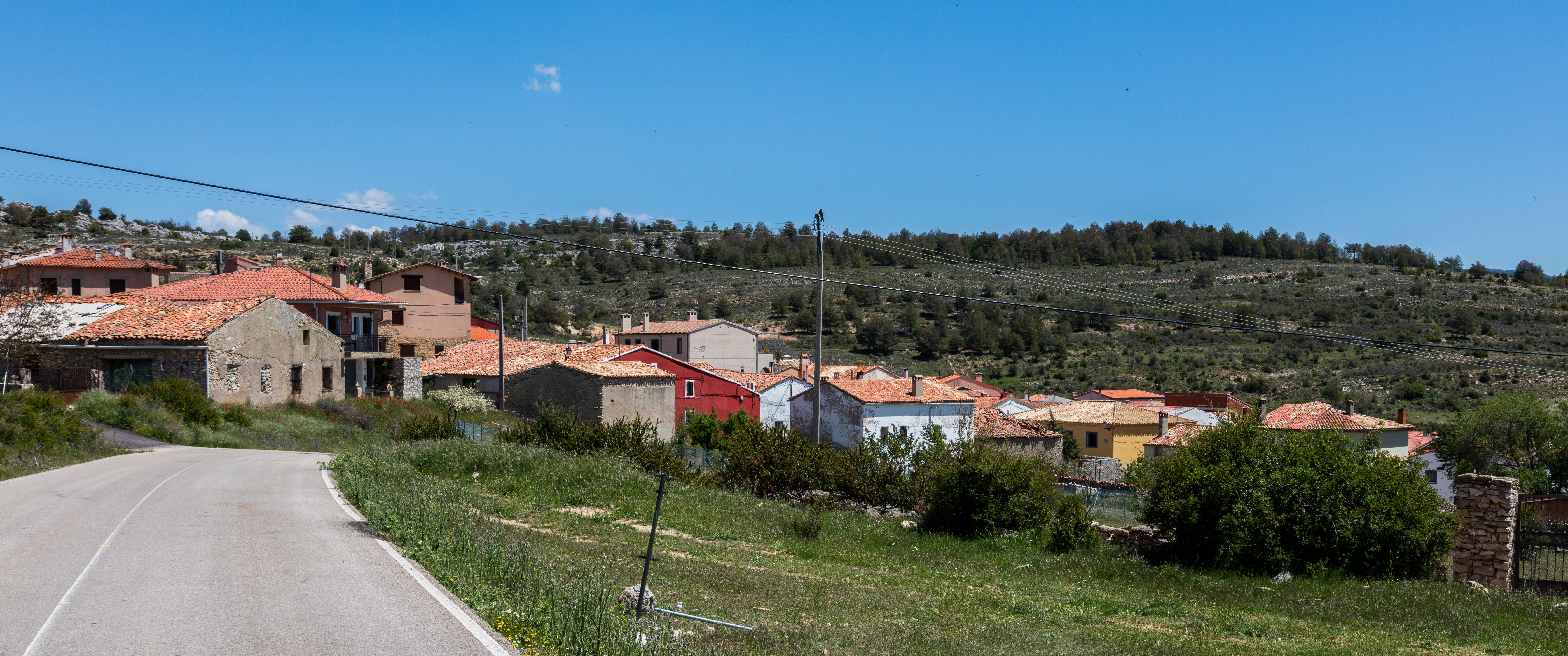
Vista de Lagunaseca

| Gráfica de evolución demográfica de Lagunaseca entre 1842 y 2021 |
| |
| Población de derecho según los censos de población del INE Población de hecho según los censos de población del INEEn estos censos se denominaba Laguna Seca: 1842 y 1857 |

| 65            | 114 | 120 | 80 | 94 |
| (Fuente: INE) |     |     |    |    |

## Patrimonio
En la localidad hay una iglesia parroquial bajo la advocación de San Bernabé.